# Campeonato Europeo de Boxeo Aficionado de 2000
El XXXIII Campeonato Europeo de Boxeo Aficionado se celebró en Tampere (Finlandia) entre el 13 y el 21 de mayo de 2000 bajo la organización de la Confederación Europea de Boxeo (EUBC) y la Federación Finlandesa de Boxeo Aficionado.

## Medallero
| Núm. | País        | Oro | Plata | Bronce | Total |
| ---- | ----------- | --- | ----- | ------ | ----- |
| 1    | Rusia       | 4   | 4     | 0      | 8     |
| 2    | Turquía     | 3   | 0     | 2      | 5     |
| 3    | Ucrania     | 2   | 1     | 1      | 4     |
| 4    | Hungría     | 1   | 0     | 4      | 5     |
| 5    | Alemania    | 1   | 0     | 3      | 4     |
| 6    | Francia     | 1   | 0     | 1      | 2     |
| 7    | Bulgaria    | 0   | 2     | 2      | 4     |
| 8    | Rumania     | 0   | 2     | 1      | 3     |
| 9    | Croacia     | 0   | 2     | 0      | 2     |
| 10   | Italia      | 0   | 1     | 0      | 1     |
| 11   | Armenia     | 0   | 0     | 2      | 2     |
| 11   | Finlandia   | 0   | 0     | 2      | 2     |
| 11   | Yugoslavia  | 0   | 0     | 2      | 2     |
| 14   | Azerbaiyán  | 0   | 0     | 1      | 1     |
| 14   | Bielorrusia | 0   | 0     | 1      | 1     |
| 14   | Lituania    | 0   | 0     | 1      | 1     |
| 14   | Suecia      | 0   | 0     | 1      | 1     |
|      | TOTAL       | 12  | 12    | 24     | 48    |